# Geschiedenis van Schotland
De geschiedenis van Schotland is de geschiedenis van het deel van het Verenigd Koninkrijk dat Schotland heet.
Schotland vormt het noordelijk deel van Groot-Brittannië. Dit deel was al acht of negen millennia bewoond vooraleer kon worden gesproken van zoiets als een Schotse identiteit, die pas is ontstaan gedurende de lange periode dat Schotland een zelfstandig koninkrijk was. Het koninkrijk is in de loop van de middeleeuwen ontstaan. Net als in Wales en Ierland was er geen sterk centraal gezag. Voor het grootste deel van de Schotten is het Engels de moedertaal. In zekere zin hebben de ze hun eigen taal, het Schots-Gaelisch (Gaelic), verloren.
Vanaf de veertiende eeuw zijn gevoelens van vijandschap en wantrouwen jegens het grotere en welvarender Engeland min of meer een constante. Sinds 1603 worden Schotland en Engeland door dezelfde vorsten geregeerd. In 1707 werden ook de parlementen van de twee staten samengevoegd en het Schotse pond vervangen door het Britse pond. De industriële revolutie begon in de twee landen vrijwel gelijktijdig. In de loop van zijn geschiedenis ontstond in Schotland een nationale Kerk en een eigen rechtsstelsel. Veel Schotten voelen zich sterk verbonden met de geschiedenis van de eigen familie en met die van de eigen directe omgeving.
De naam Schotland is afgeleid van het Latijnse Scotia, het land van de Scoten. Deze Scoten, een Keltisch volk, vestigden zich vanuit het noordoosten van Ierland rond de vijfde eeuw aan de westkust van het huidige Schotland. Oorspronkelijk (tot de tiende eeuw) duidde men Ierland met Scotia aan; de inwoners van Scotia werden Scot(t)i genoemd.

## Prehistorie

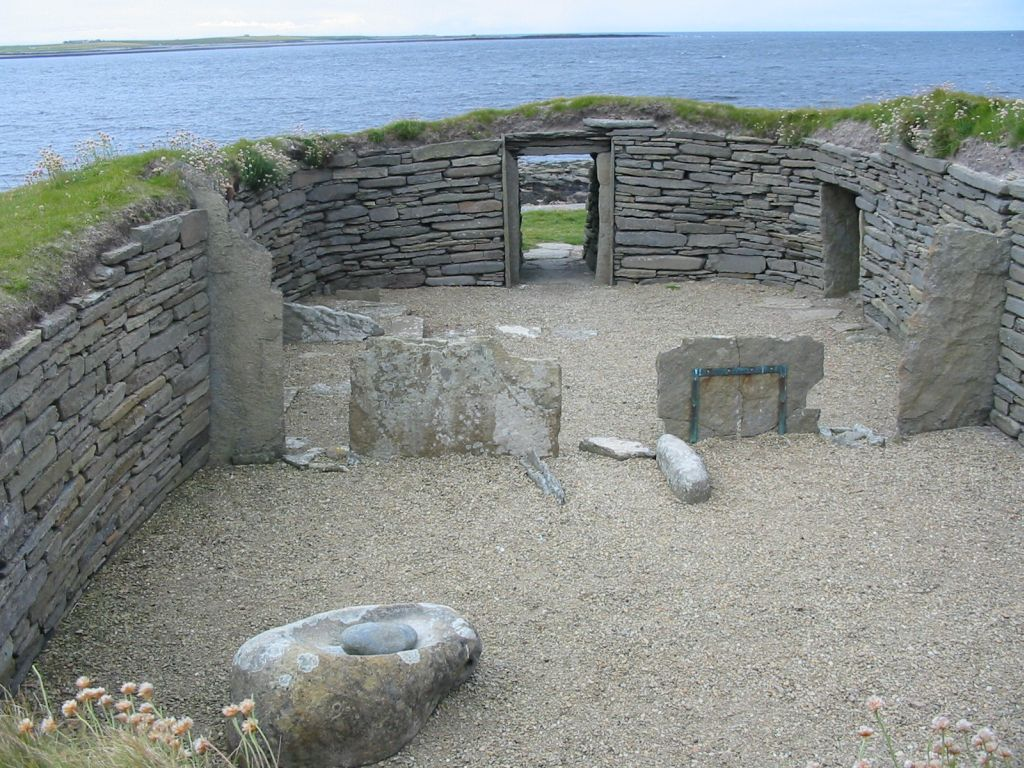
Knapp of Howar, een huis uit 3500 v.Chr.

### Steentijd
De oudste gevonden sporen van menselijke bewoning in Schotland zijn ongeveer 9.000 jaar oud. Daarmee begint de bewoningsgeschiedenis. Na het einde van de laatste ijstijd, van ongeveer elf duizend jaar geleden, trokken mensen over landbruggen naar het noorden. Mogelijk oudere sporen van neanderthalers zijn alle uitgewist door het oprukkende ijs. Menselijke aanwezigheid gedurende de volgende millennia blijkt uit archeologische opgravingen. 
Uit de megalithische monumenten van het derde millennium, zoals steencirkels en grafmonumenten, blijkt dat er sociale stratificatie had plaatsgevonden. De elite kon arbeidskrachten mobiliseren die met precisie een bouwplan uitvoerden dat met behulp van astronomische berekeningen tot stand was gekomen. 

### Bronstijd
Vanaf ~2500 v.Chr. kregen sommige doden een eigen graf. Metaalbewerking werd in verband gebracht met magie en waarzeggerij. Hoewel schaars, zijn ook in prehistorisch Schotland typische vruchtbaarheidssymbolen teruggevonden.

### IJzertijd

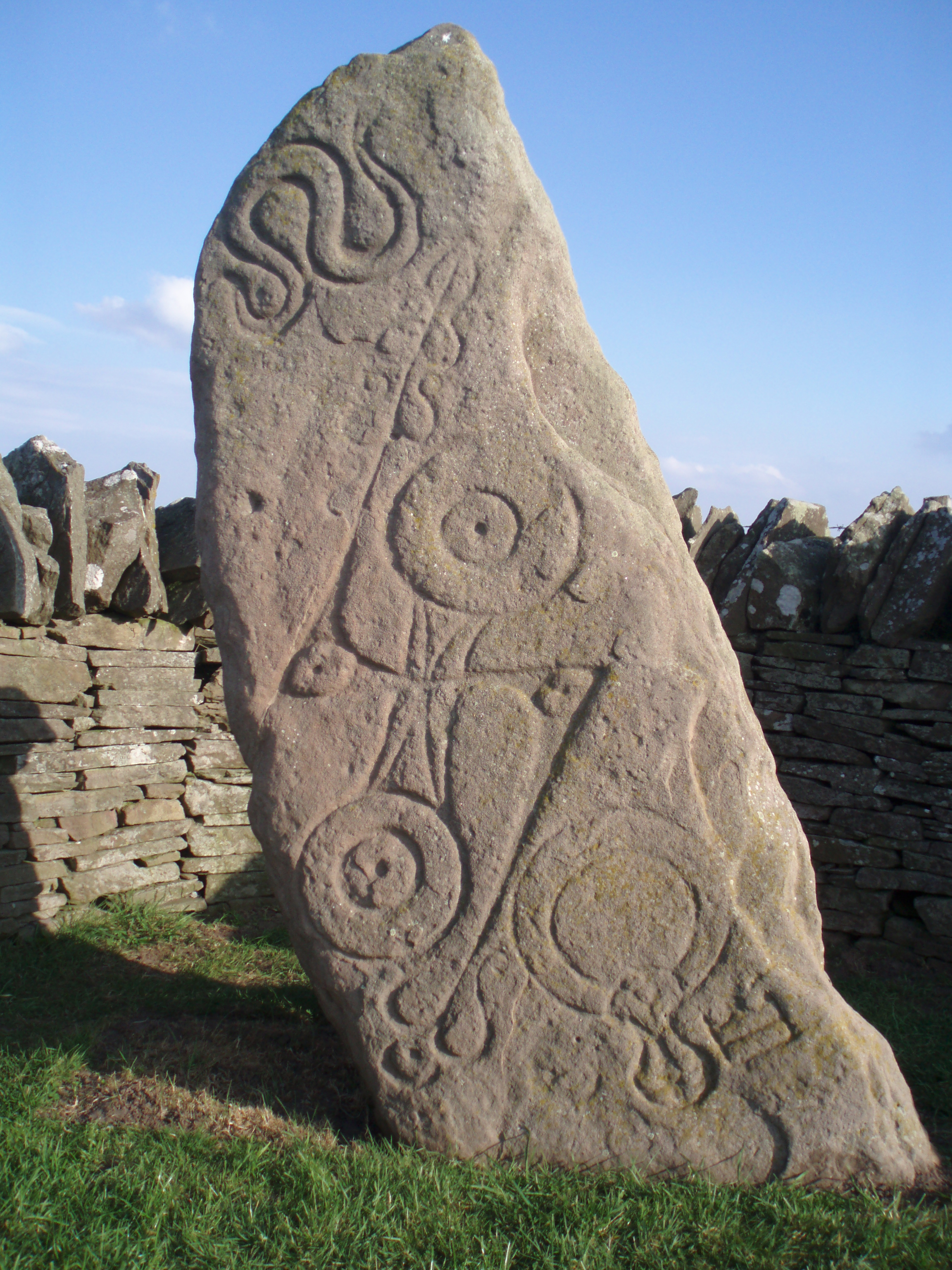
Vroege Pictische steen, Aberlemno in Angus. In de steen zijn symbolen ingekerfd, waaronder een slang, een dubbele schijf, een spiegel en een kam.
Dergelijke stenen zijn op veel plaatsen in Schotland te vinden. Wat de symbolen betekenen is niet duidelijk. De rol van de Picten in de Schotse geschiedenis is met raadselen omgeven.

In het laatste millennium voor Christus migreerden Kelten naar de Britse eilanden; de oorspronkelijke bevolking werd grotendeels door hen geassimileerd. In Schotland vestigden zich de Picten, die waarschijnlijk voor een belangrijk deel van Keltische origine waren. Sommige onderzoekers menen echter ook oudere elementen van vroegere volken in de Pictische cultuur te herkennen. Al met al blijven er veel onbeantwoorde vragen rond de Picten bestaan. In de negende eeuw verdwijnen zij min of meer uit de geschiedenis.
Er zijn maar weinig bronnen over Schotland in het eerste millennium bewaard gebleven. De archeologie vormt onze belangrijkste bron. 
De eerste schriftelijke vermelding van wat nu Schotland is stamt waarschijnlijk van de Griek Pytheas, die omstreeks 320 v.Chr. langs de kust van Groot-Brittannië zeilde.

## Romeinse tijd
De Romeinse geschiedschrijver Tacitus schreef een biografie De vita et moribus Iulii Agricolae over zijn schoonvader Agricola die waardevolle informatie bevat. In de zevende eeuw beschreef Adomnán het leven van Columba. Uit de lange periode daartussen is vrijwel geen geschreven informatie overgeleverd. De Schotse geschiedenis kent een lange dark age.
De eerste veldslag uit de Schotse geschiedenis waar wij van weten was de slag bij Mons Graupius in de herfst van het jaar 83. De Romeinse gouverneur Gnaeus Julius Agricola van Britannia achtervolgde een groep stammen onder leiding van Calgacus tot in de hooglanden. Volgens Tacitus zouden 10.000 'barbaren' gesneuveld zijn. Men is het er over eens dat Tacitus overdrijft.
Tweemaal ondernamen de Romeinen een poging om Schotland te veroveren. Nadat dat was mislukt bouwden zij van 117 tot 138 de muur van Hadrianus over de volle breedte van Groot-Brittannië om zich tegen de invallen van de Picten de beschermen. Daarna bouwden ze tussen 142 en 154 160 km meer noordelijk de 63 km lange Muur van Antoninus, die ze 20 jaar later al verlieten.
De meeste bewoners van Groot-Brittannië spraken in de tijd van de Romeinse bezetting Brits, een Keltische taal. Het Welsh, Cornisch en Bretons hebben zich hieruit ontwikkeld. Vermoedelijk bleef het Brits tot ongeveer 800 één taal. Ook nadien konden sprekers van de dochtertalen elkaar nog lange tijd verstaan. De taal van de Picten was denkelijk een Brits dialect. In tegenstelling tot de taal van de Britten in Engeland ondervond het Pictisch nauwelijks invloed van het Latijn.
Naar alle waarschijnlijkheid maakten de inwoners in het zuiden van het latere Schotland voor het eerst kennis met het christendom in de vierde eeuw. Bisschop Ninianus wordt beschouwd als de eerste christelijke missionaris in Schotland; hij bekeerde tegen het einde van de vierde eeuw de Kelten op grote schaal tot het christendom.

## Middeleeuwen
Op het grondgebied van het huidige Schotland woonden aan het begin van de middeleeuwen verschillende volkeren. Aan het eind van de vijfde eeuw was in het westen het koninkrijk Dalriada ontstaan, waar Gaelisch gesproken werd. De bewoners, Scoti genoemd, waren afkomstig uit Ierland en hadden zich in Argyll gevestigd. De Gaelische cultuur verdrong langzaam die van de Picten. Na de Grote Volksverhuizing, die een eind had gemaakt aan de Romeinse macht in Groot-Brittannië, vestigden zich in de zesde eeuw Angelsaksen in het zuidoostelijk deel van het huidige Schotland. Ten noorden van de Solway Firth hadden zich Britten gevestigd. Op termijn kwamen daar ook nog migranten uit Scandinavië bij.
Vanaf 563 introduceerde Sint-Columba het christendom in Schotland. 
 In de 16e eeuw introduceerde George Buchanan de mythe van de Culdees, aanhangers van een Keltische kerk, die geprobeerd zouden hebben Schotland aan de invloed van de paus te onttrekken. Dezelfde Buchanan heeft daarnaast nog een groot deel van de 'Schotse geschiedenis' bedacht, dan wel verfraaid.
Tot aan het midden van de negende eeuw waren de Scoti of Scoten van het westelijk laagland en de Picten van de Hooglanden verdeeld in elkaar bestrijdende clans, later koninkrijkjes. De Schotse eenheid is tot stand gekomen door de invallen van de Noormannen. Dezen roeiden in 839 het koningshuis van Pictavië uit.

### Alba

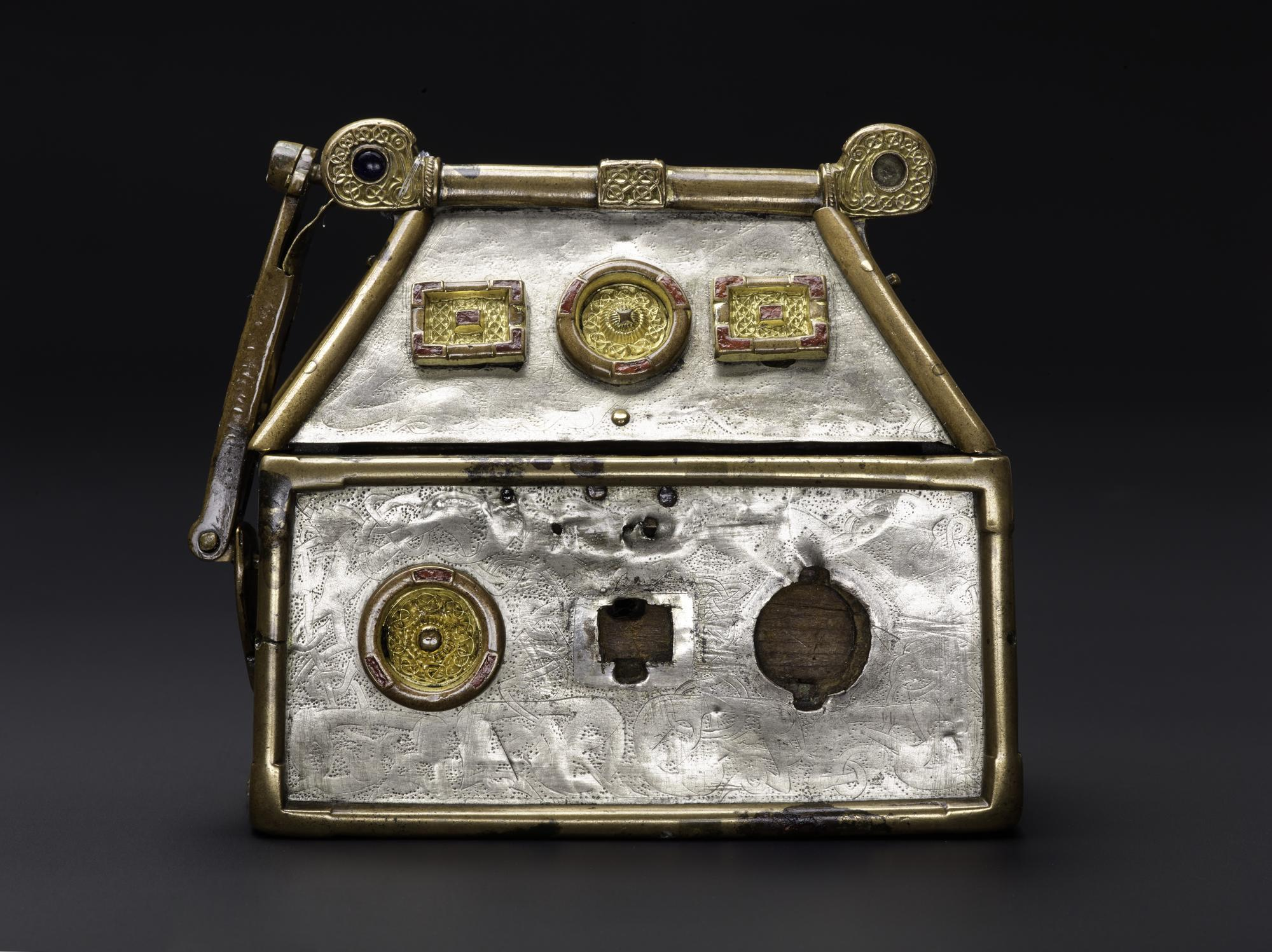
De Monymusk reliekschrijn, mogelijk de Brecbennoch, de reliekschrijn van Columba.
De relieken van Columba werden geacht de overwinning op het slagveld te bewerkstelligen. Zowel de koningen van Alba als latere koningen van Schotland lieten deze reliekschrijn in de vorm van een huis meedragen naar het slagveld. Ook in 1314 liet Robert Bruce de Brecbennoch voor het leger uitdragen.

Kenneth Mac Alpin, volgens sommige bronnen koning van Dalriada, stamde volgens de overlevering van moederskant uit het Pictische vorstenhuis. De Picten waren te zeer verzwakt om zich te verzetten tegen zijn claim op de troon van Pictavië. Zo kwamen het westelijk laagland van Dalriada en de hooglanden van Pictavië bijeen onder het huis van Alpin: het koninkrijk Alba. Het hart van het koninkrijk lag in Fortriu.
De Mac Alpins en hun opvolgers de Dunkelds moesten hun rijkje verdedigen tegen de Noormannen, die de Shetlandeilanden, de Orkneyeilanden en andere noordelijke streken bezetten. Door dynastieke huwelijken ontstonden op den duur vreedzame betrekkingen tussen Noorwegen en Schotland.
Vanaf 843 waren de Scoten en Picten verenigd onder één koning. Het rijk werd in zuidelijke richting uitgebreid: de Lothians ten zuiden van de Firth of Forth werden veroverd. Daardoor maakten in het begin van de elfde eeuw ook twee andere volken, de Britten en de Angelen, deel uit van dit koninkrijk. De strijdkreet van Alba was "Albanaich!"

### Hoge middeleeuwen
Afgezien van enkele korte onderbrekingen werd Schotland in de elfde eeuw geregeerd door een drietal koningen met een lange regeerperiode. Het langst was de regering van Malcolm III Canmore (1058-1093), de zoon van Duncan I. 

De regering van Macbeth († 1057) was een rustige periode totdat de latere Malcolm III met steun van Siward van Northumbria in 1054 de strijd om de macht begon. Macbeth werd opgevolgd door zijn stiefzoon Lulach. In maart 1058 werd Lulach te Huntly in een hinderlaag gelokt en vermoord. Een maand later werd Malcolm, 27 jaar oud, te Scone ingehuldigd. Malcolm huwde Margaretha, een Engelse prinses.
Een belangrijk vorst uit de twaalfde eeuw was David I (1124-1153). Voordat hij koning van Schotland werd, had hij een aantal jaren aan het hof van de Engelse koning Hendrik I (1100-1135) doorgebracht. 

In 1138 voerde hij zijn leger aan in de Slag van de Standaard tegen de Engelsen. Volgens een eigentijdse beschrijving van de veldslag door Richard van Hexham bestond zijn leger uit Noormannen, Duitsers, Engelsen, Northumbriërs en Cumbriërs, mannen uit de vallei van de Teviot en uit Lothian en Galloway, en Schotten. In deze eeuw vestigden zich kolonisten uit Frankrijk en de Nederlanden in Schotland.
In de twaalfde eeuw begonnen de Schotse koningen het land te feodaliseren. Dit leidde tot een sterke verengelsing van het zuiden en het oostelijk laagland. Lothian, het gebied ten zuiden van de Firth of Forth, maakte inmiddels zo lang deel uit van het koninkrijk dat dit als vanzelfsprekend beschouwd werd.
In 1249 werd Margaretha, de vrouw van Malcolm III, heilig verklaard. Dit verhoogde het prestige van de regerende dynastie en de Schotse Kerk. Zij is de enige Schotse koninklijke heilige. De heiligverklaring was vooral het werk van David Bernham, de bisschop van St Andrews. In hetzelfde jaar volgde de elfjarige Alexander III zijn vader Alexander II op.

### War of Independenceenauld alliance
Schotland is nooit een erg stabiel koninkrijk geweest; het ging dikwijls gebukt onder de twisten tussen de verschillende clans die Schotland rijk was. Desondanks behield het eeuwenlang zijn politieke zelfstandigheid ten opzichte van Engeland.
In 1290 stierf het huis Dunkeld uit. Er waren zoveel pretendenten voor de troon – onder wie ook graaf Floris V van Holland – dat aan koning Eduard I van Engeland werd gevraagd een koning aan te wijzen. Zijn keuze viel op John Balliol, die daarmee min of meer een Engelse vazal werd. Hiermee begon een periode waarin de koningen van Engeland probeerden om Schotland onder hun heerschappij te brengen. Dit streven zou de Schotse geschiedenis gedurende de gehele veertiende eeuw in hoge mate bepalen. De Schotten spreken van de War of Independence.
In 1295 sloot Balliol met Frankrijk en Noorwegen de auld alliance, een bondgenootschap tegen Engeland, dat tot 1560 stand zou houden. De Engelsen bezetten het rijk en Balliol verdween in de Tower of London. Tijdens de opstanden die hierop volgden was William Wallace de leider van de Schotten. Hij behaalde enkele overwinningen op Engeland o.m. de Slag bij Stirling Bridge, maar werd in 1305 verraden en in Londen ter dood veroordeeld wegens landverraad.

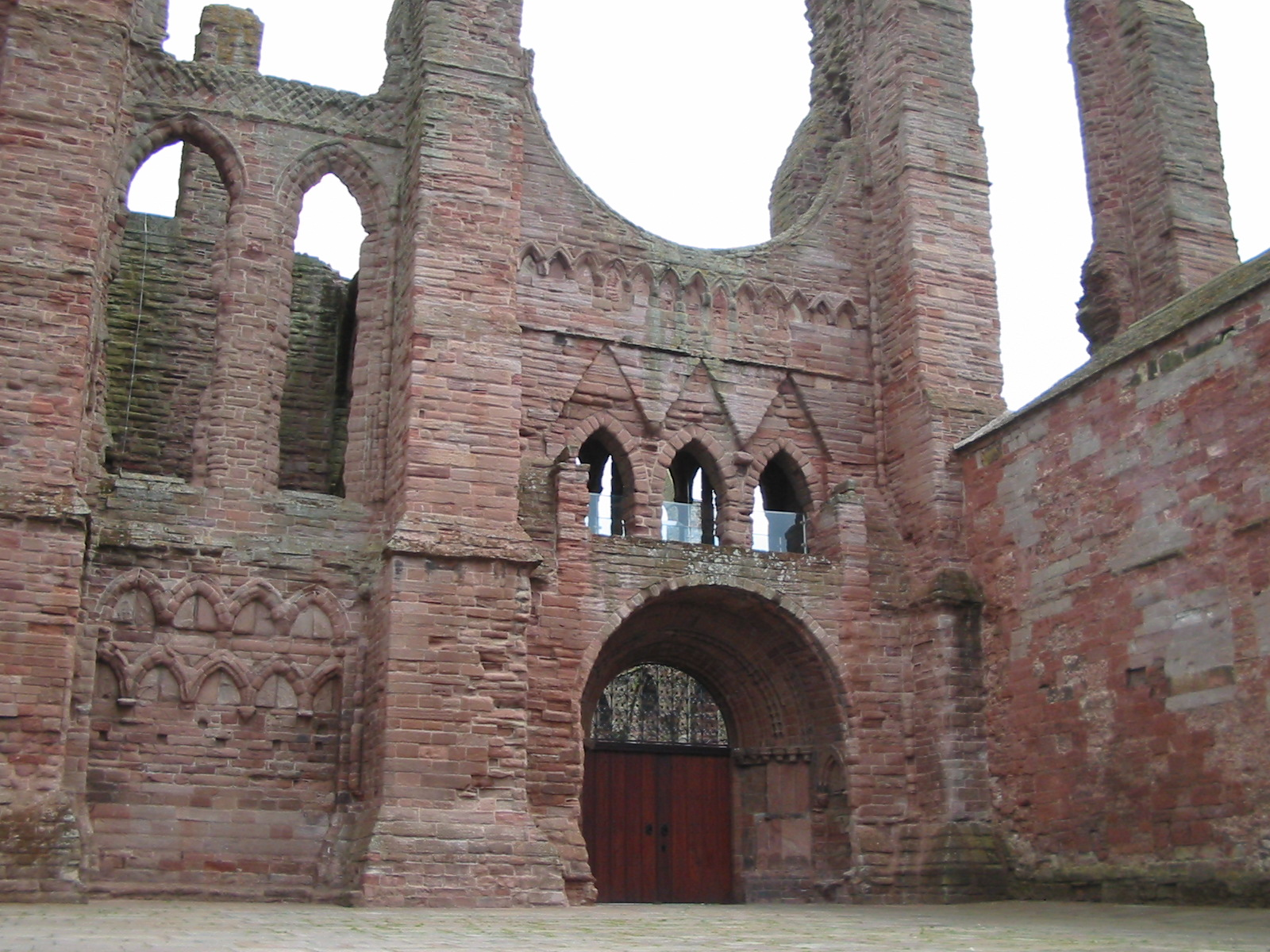
Arbroath Abbey, de westgevel van de abdijkerk.
Naar algemeen wordt aangenomen werd in deze abdij de Declaration of Arbroath opgesteld en ondertekend, waarna vele edellieden er hun zegel aan hechtten.

In 1306 kwam Robert the Bruce tegen de Engelsen in opstand. Hij vermoordde zijn rivaal John Comin en kreeg de steun van de andere adellijke clans. De onafhankelijkheid werd hersteld in 1314, toen Robert onverwachts het leger van Eduard II in de pan hakte bij Bannockburn.
Het beroemdste document uit de Schotse geschiedenis is de Declaration of Arbroath uit 1320. Het is een verzoek aan de paus om de excommunicatie van Robert Bruce ongedaan te maken. Volgens de brief was het "for liberty alone that we fight and contend for, which no honest man will lose but with his life". 

Het geschrift werd spoedig vergeten en pas in de zeventiende eeuw herontdekt. Pas vanaf de negentiende eeuw werd het beschouwd als een soort grondwet van Schotland.
David II (1329-1371) vluchtte in 1333 naar Frankrijk. In 1341 keerde hij naar Schotland terug. Aan de burgeroorlog tussen de geslachten Bruce en Balliol was inmiddels een einde gekomen. 
 Na de Slag bij Neville's Cross in 1346 werd David II gevangengenomen en opgesloten in Odiham Castle voor elf jaar. Veel meer slachtoffers dan de oorlogen met Engeland maakte de pest, die Schotland tussen 1349 en 1455 een aantal malen teisterde. De bevolking nam significant af. Nadien was arbeid een schaars goed. Voor diegenen die de epidemieën overleefden, waren de gevolgen echter gunstig: de levensstandaard nam dusdanig toe dat er in kronieken zelfs wordt gesproken van 'overvloed'. De export van wol en leer nam daarentegen in een halve eeuw met meer dan 60% af. Ook de inkomsten van de kroon verminderden sterk.
David II stierf kinderloos; er waren geen erfgenamen in de mannelijke lijn. Een kleinzoon van Robert I, Robert, High Steward van Schotland, besteeg de troon als Robert II van Schotland. Daarmee begon het Huis Stuart, dat Schotland gedurende de volgende 343 jaar zou regeren.
In 1384 kwam ook de vallei van de Teviot, Teviotdale, opnieuw onder Schotse heerschappij. Daarmee was de vroegere grens met Engeland vrijwel geheel hersteld.

### Late middeleeuwen
Gedurende de late middeleeuwen en 16e eeuw werd Schotland ten gevolge van een reeks toevalligheden bij herhaling door minderjarige koningen geregeerd. Dit was zowel nadelig voor de stabiliteit van de monarchie als voor het land als geheel. 

In 1437 werd de zesjarige Jacobus II koning. Zijn zoon, Jacobus III (1460-1488) volgde hem als negenjarige op. De dienaren van de kroon, ambtenaren en juristen, hadden in deze jaren grote invloed op het bestuur. Een van hen, Archibald Whitelaw, was de secretaris van Jacobus III en de leraar van zijn oudste zoon en opvolger. Ook de moeders van de minderjarigen hadden in de regel grote invloed. Maria, de weduwe van Jacobus II, oefende gedurende enkele jaren de voogdij uit over haar minderjarige zoon. Een vergelijkbare rol vervulde Margaretha, de weduwe van Jacobus III. William Elphinstone, de beroemde bisschop van Aberdeen, was een leerling van Archibald Whitelaw.

## Vroegmoderne Tijd

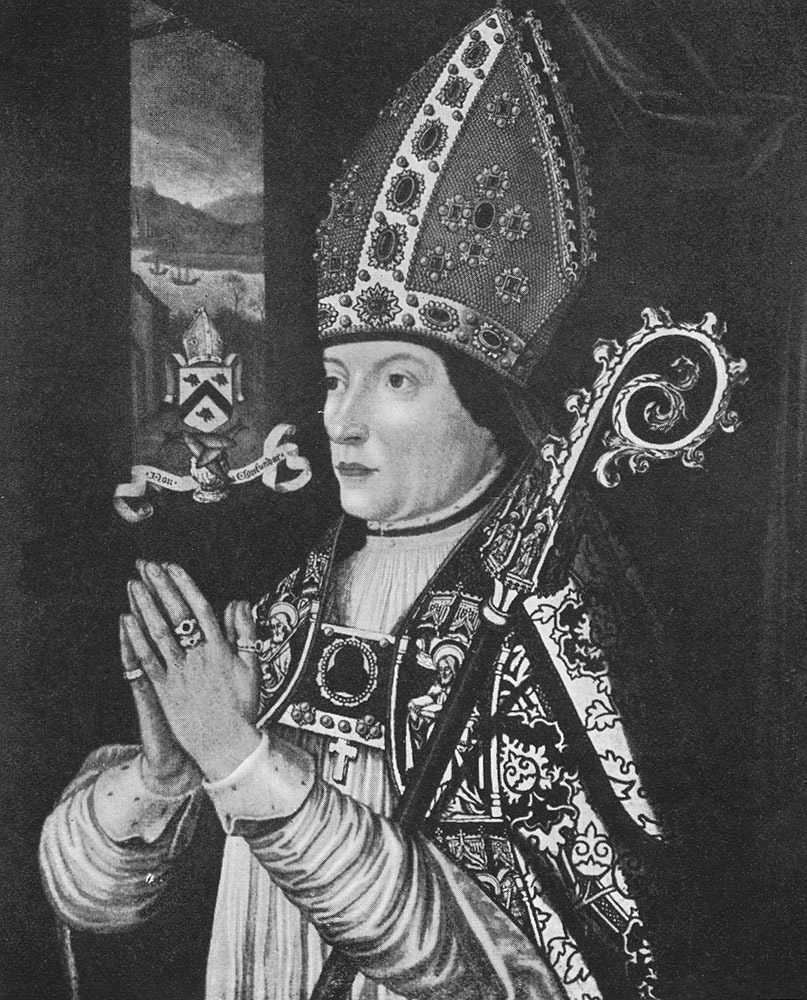
Bisschop William Elphinstone

Na twee eeuwen van stagnatie en bevolkingsafname begon de bevolking van Schotland in de zestiende eeuw weer te groeien. Er was zelfs sprake van een groei van ongeveer 50% tussen 1500 en 1650. Zowel in de steden als op het platteland nam de bevolking toe. Ongeveer een tiende van de bevolking woonde in een stad; de urbanisatiegraad bleef min of meer constant. Spectaculair was de groei van Edinburgh. Daar woonden in 1650 ongeveer driemaal zoveel mensen als in 1550. De groei van de bevolking is des te opmerkelijker omdat de pest bleef terugkeren en er ook met enige regelmaat sprake was van misoogsten. 

De bevolkingsgroei bleef niet zonder gevolgen. Het aantal armen en behoeftigen nam toe, de prijzen van voedsel stegen. In het algemeen vond er geldontwaarding plaats. De verschillen tussen rijk en arm namen toe.
Naar zestiende-eeuwse maatstaven was het onderwijs in Schotland relatief goed. Tussen 1495 en 1544 werden drie nieuwe colleges gesticht; vermoedelijk nam ook het aantal Latijnse scholen (grammar schools) in de steden en de huizen van de landheren toe. Het college in Aberdeen was in 1495 gesticht door William Elphinstone, onder andere om ketterijen te bestrijden.

### Maria Stuart en de reformatie

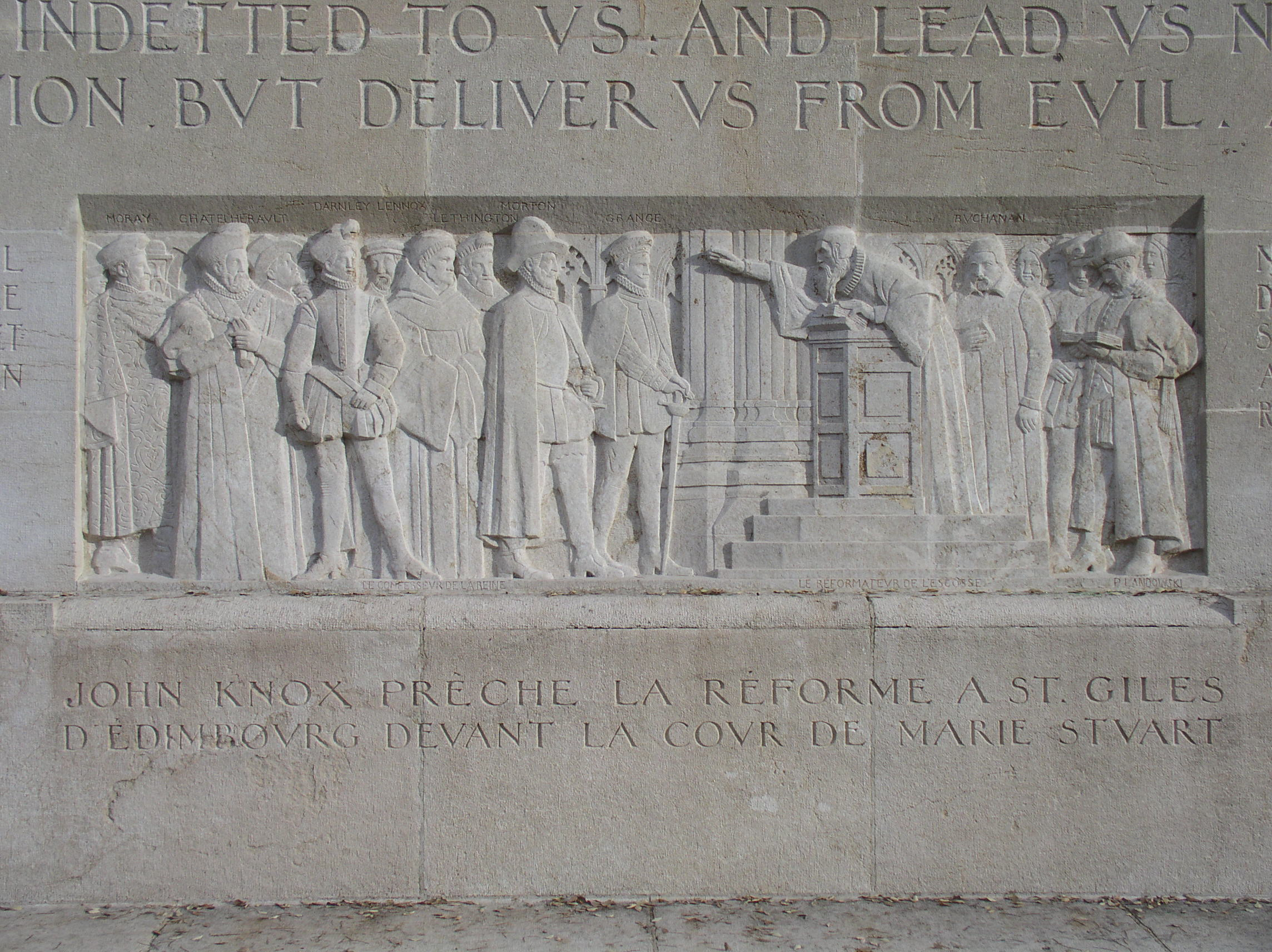
Bas-reliëf waarop John Knox preekt in de St Giles' Cathedral in Edinburgh, mur des réformateurs, Genève.
Afgebeeld zijn onder andere: James Stewart (Moray), James Hamilton (Châtellerault), Lord Darnley, Matthew Stewart (Lennox), William Maitland (Lethington), William Kirkcaldy (Grange), James Douglas (Morton), John Knox, en George Buchanan.

In december 1542 stierf Jacobus V. Op dat moment was Schotland in oorlog met Engeland. De dochter van Jacobus, Maria Stuart (1542-1567), was slechts enkele dagen voor zijn dood geboren. In september 1543 werd zij in Stirling gekroond. Het voogdijschap werd uiteindelijk gedeeld. 

Zoals meestal was de lange periode van minderjarigheid een tijd van instabiliteit. Engeland mengde zich op allerlei manieren in de Schotse politiek. De weduwe van Jacobus V, Maria van Guise, kende het land slecht. Een invloedrijk man was kardinaal Beaton. Beaton bepleitte strenge vervolging van 'ketters'. Tussen 1528 en 1558 werden eenentwintig protestanten, merendeels geestelijken, vanwege hun geloof ter dood gebracht. 

Rond de minderjarige koningin ontspon zich een web van intriges waarbij een aantal ambitieuze Schotse edelen een hoofdrol vervulde. De belangrijkste daarvan waren James Hamilton, graaf van Arran en de vermoedelijke troonopvolger, Matthew Stewart, graaf van Lennox, die ook aanspraak op de troon maakte, en de graaf van Angus, die ook zeer invloedrijk was geweest tijdens de minderjarigheid van Jacobus V. Arran, sympathiseerde naar vermoed wordt met het protestantisme.
De reformatie van 1560 geldt als een waterscheiding in de geschiedenis van Schotland. De eeuwenoude banden met Rome en de paus werden verbroken; aan de eredienst in het Latijn werd een eind gemaakt. Een leidende rol was hierbij weggelegd voor de hervormer John Knox. De traditie beschouwt het als de belangrijkste gebeurtenis uit de gehele Schotse geschiedenis, die de Schotse identiteit blijvend bepaalde. Deze visie is verwoord in Knox' indrukwekkende beschrijving van de omwenteling, zijn "History of the Reformation in Scotland". De moderne geschiedschrijving neigt er meer toe de geleidelijkheid van de ontwikkelingen te benadrukken. Aan de beeldenstorm van 1559 ging een periode vooraf waarin het protestantisme geleidelijk aan aanhang verwierf. De elite van voor de omwenteling behield in de meeste gevallen zijn invloed.
Het eind van de regering van de katholiek gebleven Maria Stuart was weinig gelukkig. Hoewel zij inmiddels meerderjarig was en over politiek talent beschikte, brak er een burgeroorlog uit. Maria vluchtte naar Engeland. In juli 1567 werd Maria Stuart afgezet. Vijf dagen later werd haar minderjarige zoon, Jacobus VI (1567-1625), in Stirling tot koning gekroond. De preek tijdens de plechtigheid werd gehouden door John Knox.

### Personele unie en binnenlandse oorlogen

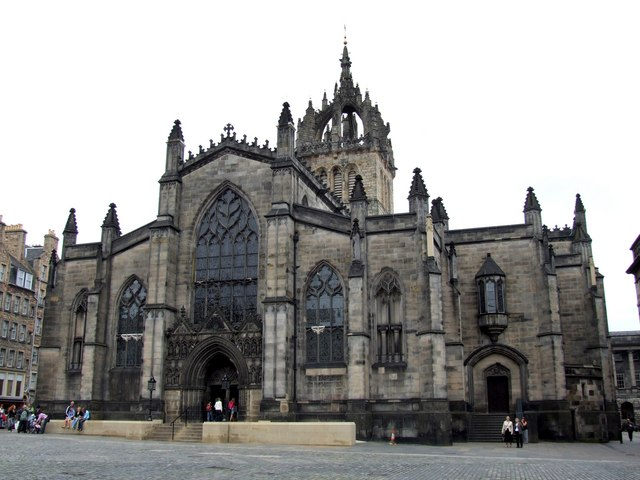
St Giles' Cathedral.

De Schotse koning Jacobus VI was als protestant en afstammeling van Hendrik VII reeds lange tijd de beoogde opvolger van de kinderloze Elizabeth I van Engeland. Toen Elizabeth in 1603 stierf, werd Jacobus VI van Schotland als Jacobus I koning van Engeland. Hij verhuisde vrijwel onmiddellijk naar Londen, vermoedelijk omdat Engeland aanzienlijk rijker en machtiger was. Schotland en Engeland bleven twee aparte koninkrijken, met elkaar verbonden door een personele unie.
Hoewel Schotland in grote lijnen de feodale structuur van de middeleeuwen bewaard leek te hebben, hadden in de voorgaande decennia niet-adellijke sociale groepen, landheren en pachters, sterk aan invloed gewonnen; er was duidelijk sprake van een opkomende middenklasse. Een periode van dramatische veranderingen was aangebroken.
Karel I, een zoon van Jacobus, erfde in 1625 drie koninkrijken van zijn vader: Engeland, Ierland en Schotland, elk met een eigen kerk. Evenals zijn vader streefde Karel I naar nauwere samenhang tussen de drie rijken. Weldra vaardigde hij een decreet uit, de zogenaamde Revocation Act (restitutie-edict) van 1625, waarbij alle na 1540 door de kerk of de kroon weggeschonken land teruggevorderd werd. Het land zou opnieuw aan de kerk, dan wel de kroon komen. Hoewel in het verleden veel koningen een vergelijkbare maatregel hadden uitgevaardigd, riep de revocation van 1625 veel verzet op, omdat deze zo ver teruggreep in de tijd en vrijwel geen uitzonderingen toeliet. Karel verergerde het ongenoegen van de adel nog door de rooms-katholieke adviseur Lord Nithsdale aan te stellen om de maatregel af te dwingen. Vermoedelijk wilde Karel I de macht van de kroon versterken en de financiële positie van de Kerk van Schotland herstellen.
Een poging om een ander gebedenboek in te voeren had onverwachte en verstrekkende gevolgen. Tijdens de eerste dienst in St Giles' Cathedral te Edinburgh, waarbij de liturgie volgens dit nieuwe gebedenboek was geregeld, kwam het in juli 1637 tot ongeregeldheden. De onrust verspreidde zich snel over heel Edinburgh en vervolgens over een groot deel van Schotland. De koninklijke raad ontvluchtte Edinburgh in het najaar. De opstandelingen, de 'supplicanten', begonnen zich te organiseren. Op 28 februari 1638 ondertekenden hun leiders in Greyfriars' Kirk het National Covenant, een manifest waarin de ondertekenaars zich ertoe verbonden om zich te houden aan de ware religie en deze te verdedigen.
Op 3 september 1650 werden de Schotten bij Dunbar verpletterend verslagen. In het gebied ten zuiden van de Firth of Forth heerste anarchie. Het leger van Oliver Cromwell bezette Edinburgh. Er werd nauwelijks nog tegenstand geboden. Ook Edinburgh Castle, dat in het verleden een aantal belegeringen had doorstaan en daarom het Maiden Castle werd genoemd, gaf zich in december over. 

Op 1 januari van het volgend jaar werd Karel II te Scone tot koning gekroond. Daarbij moest hij het covenant van 1638 bevestigen.
In 1688/89 vond in Engeland de zogenaamde "Glorious Revolution" plaats, waarbij koning Jacobus VII (als Jacobus II koning van Engeland) werd verjaagd. In december 1688 vluchtte deze naar Frankrijk. De Schotten speelden hierbij hoofdzakelijk een rol als toeschouwer. In tegenstelling tot eerdere omwentelingen bleef geen enkele stad trouw aan de Stuarts. De Schotse adel keek vooral de kat uit de boom en hield zich afzijdig. Een aantal adellijke grootgrondbezitters wisselde in korte tijd meerdere malen van partij. Aangezien de nieuwe koning, Willem III, prins van Oranje, via zijn moeder een kleinzoon was van Karel I, getrouwd was met een dochter van Jacobus VII, en bovendien protestant, waren sommigen geneigd aan hem de voorkeur te geven boven zijn katholieke schoonvader. Vooral de verdedigers van het covenant van 1638, de presbyterianen, hoopten door hem gesteund te worden. Anderen vreesden daarentegen dat Willem III zou proberen als een absoluut heerser te regeren.
Tot ongeveer 1650 was de bevolking van Schotland sterk toegenomen. Daarop volgde een periode van stagnatie en soms zelfs afname van de bevolking. Wel bleef de bevolking van Edinburgh en Glasgow groeien.

### Verenigd Koninkrijk

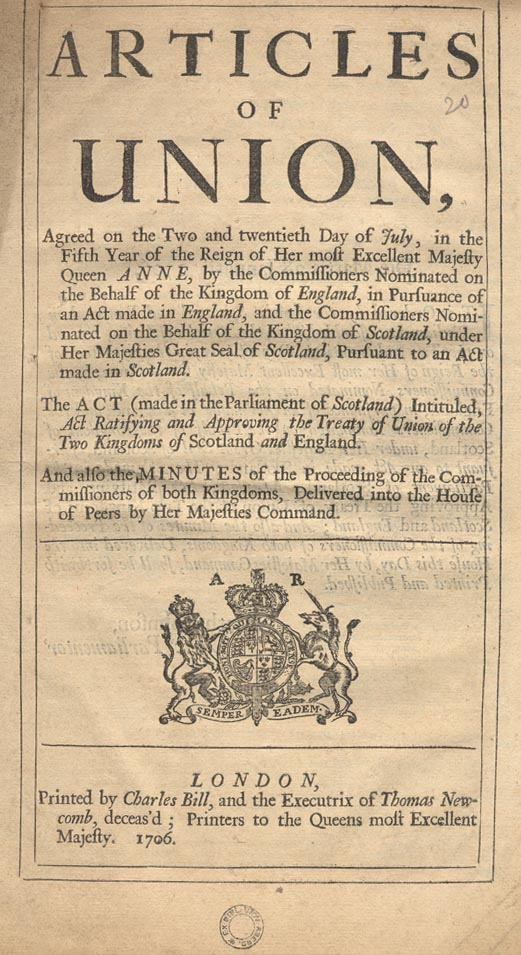
Eerste pagina van de Articles of Union, het unieverdrag uit 1707.
De politieke vereniging van Schotland en Engeland was een logische uitkomst van een langdurig historisch proces.

Het laatste decennium van de zeventiende eeuw was een bittere tijd. Tijdens de zevenjaar van hongersnood stierf 5 tot 15% van de Schotten ten gevolge van honger en ziekten. Hierbij waren er verschillen tussen diverse regio's. In Aberdeenshire kwam naar schatting zelfs een kwart van de bevolking om. Plus de gevolgen van de Darienramp had het land geleid tot het bankroet.
Engeland beloofde financiële steun indien de Schotten bereid waren de Acts of Union te ondertekenen. Hoewel lang niet iedereen het samengaan van Engeland en Schotland steunde, slaagde de oppositie er niet in het plan daartoe te verijdelen. Ook een stroom van patriottische pamfletten in de jaren 1706 en 1707 had geen effect. Het waren met name drie edelen die wisten te bewerkstelligen dat de wet werd aangenomen: de graaf van Seafield, de graaf van Mar en de hertog van Argyll. Beroemd zijn de woorden van de graaf van Seafield, chancellor van Schotland, nadat hij de akte had ondertekend: There's ane end of ane auld sang.
In 1707 werden Engeland en Schotland verenigd tot één koninkrijk: het Verenigd Koninkrijk van Engeland en Schotland. Ook de parlementen van de twee landen werden samengevoegd. Formeel kwam deze unie tot stand op 1 mei 1707. Deze gebeurtenis kan met recht als een waterscheiding in de geschiedenis van Schotland beschouwd worden. 

#### Jakobitische opstand van 1715
De Schotten hoopten op effectief bestuur en economische voordelen. Die bleven vooralsnog uit. Daarom probeerde graaf Seafield in 1713 de unie langs parlementaire weg ongedaan te maken. En er waren meer Schotten ontevreden. Dit verklaart waarom de katholieke Stuarts, de pretendent Jacobus III op veel aanhang mochten rekenen. 
 Toen het Huis Hannover in 1714 na de dood van koningin Anna, de laatste protestantse Stuart, de Britse troon erfde, bereidden de jakobieten een opstand voor. In 1715 kwam men onder leiding van de graaf van Mar in opstand. De opstand was echter geen succes. De Slag bij Sheriffmuir werd in november uitgevochten tussen de jakobieten onder graaf Mar en aanhangers van Hannover onder de hertog van Argyll. Hoewel de jakobieten duidelijk in de meerderheid waren, bleef de veldslag onbeslist. De Britse regering slaagde er vervolgens in de belangrijkste leiders snel te arresteren. In de Slag bij Glen Shiel in 1719 wonnen de Britten tegen Rob Roy.
Het verlies van de onafhankelijkheid bleef een belangrijk thema, dat veel Schotten bezighield. Dit blijkt bijvoorbeeld uit het werk van de dichter Allan Ramsay en de drukker Thomas Ruddiman. Veel daarvan heeft een nostalgisch karakter. Ook voorstanders van de unie ontleenden hun argumenten hoofdzakelijk aan het verleden.

#### Jakobitische opstand van 1745
Tijdens de Oostenrijkse Successieoorlog probeerden Franse troepen de jakobieten aan de macht te helpen, maar een storm sloeg de Franse invasievloot uiteen voordat die troepen aan land kon brengen. De invasie leidde wel tot nieuwe hoop onder Schotse jakobieten, die in 1745 in opstand kwamen. Karel III (Bonnie Prince Charlie) besloot om zelf naar Schotland te komen om zich aan het hoofd van de opstand te stellen. Op 21 september 1745 kwam het tot een treffen tussen jakobitische rebellen en het Britse leger. De jakobieten wonnen de veldslag. Op 16 april 1746 werd nogmaals slag geleverd bij Culloden. Ditmaal verloren de jakobieten de veldslag, waardoor de opstand onderdrukt kon worden. Hiermee kwam er een einde aan het streven van de jakobieten naar een katholieke vorst. Er zouden geen noemenswaardige opstanden meer zijn in Schotland.
De eerste helft van de achttiende eeuw was voor Schotland geen voorspoedige periode. Het was in veel opzichten een tijd van stagnatie. Economische groei was marginaal; het duurde lang voor de bevolking weer de omvang van 1690 had bereikt. Zelfs de bevolking van Edinburgh en Glasgow bleef min of meer constant. Veel takken van industrie, het winnen van steenkool en de wolnijverheid, wisten zich te handhaven maar groeiden nauwelijks. Als gevolg van de unie moest de Schotse nijverheid nu concurreren met de Engelse.
Sinds 1760 vonden in de Schotse Hooglanden zogenaamde clearances plaats: waar land profijtelijk kon worden gemaakt door er schapen te laten grazen, moesten de mensen wijken. Aanvankelijk met een financiële aansporing, later zelfs met geweld. Zij die emigreerden naar bijvoorbeeld Suriname – tussen 1799 en 1816 een Engels protectoraat – kregen tegemoetkomingen zoals stukken land voor landbouw (plantages) en slaven als goedkope werkkrachten: mannen, vrouwen en kinderen, uit Afrika aangevoerd. Toen Suriname in 1816 aan Nederland werd teruggegeven, bleven de Engelsen en Schotten in het bezit van hun plantages en slaven.
Vanaf 1760 deed zich een fenomeen voor dat vooruitwijst naar het latere massatoerisme: een fascinatie voor de Schotse Hooglanden. Dit was begonnen met de 'ontdekking' door James Macpherson van het werk van een oude Keltische dichter, Ossian. Hoewel – zoals later aangetoond – sprake was van een mystificatie, bracht het een stroom van reizigers op gang, onder wie ook de dichters Robert Burns en William Wordsworth. De toeristische route voerde langs Loch Lomond en Fingal's Cave. In de negentiende eeuw wakkerde ook het werk van Walter Scott de wens om Schotland te bezoeken aan; John MacCulloch publiceerde in 1824 een vierdelige gids, "The Highlands and Western Isles of Scotland". Driemaal per week vertrok vanuit Edinburgh een diligence naar Inverness.

## Moderne Tijd

### Victoriaanse tijd

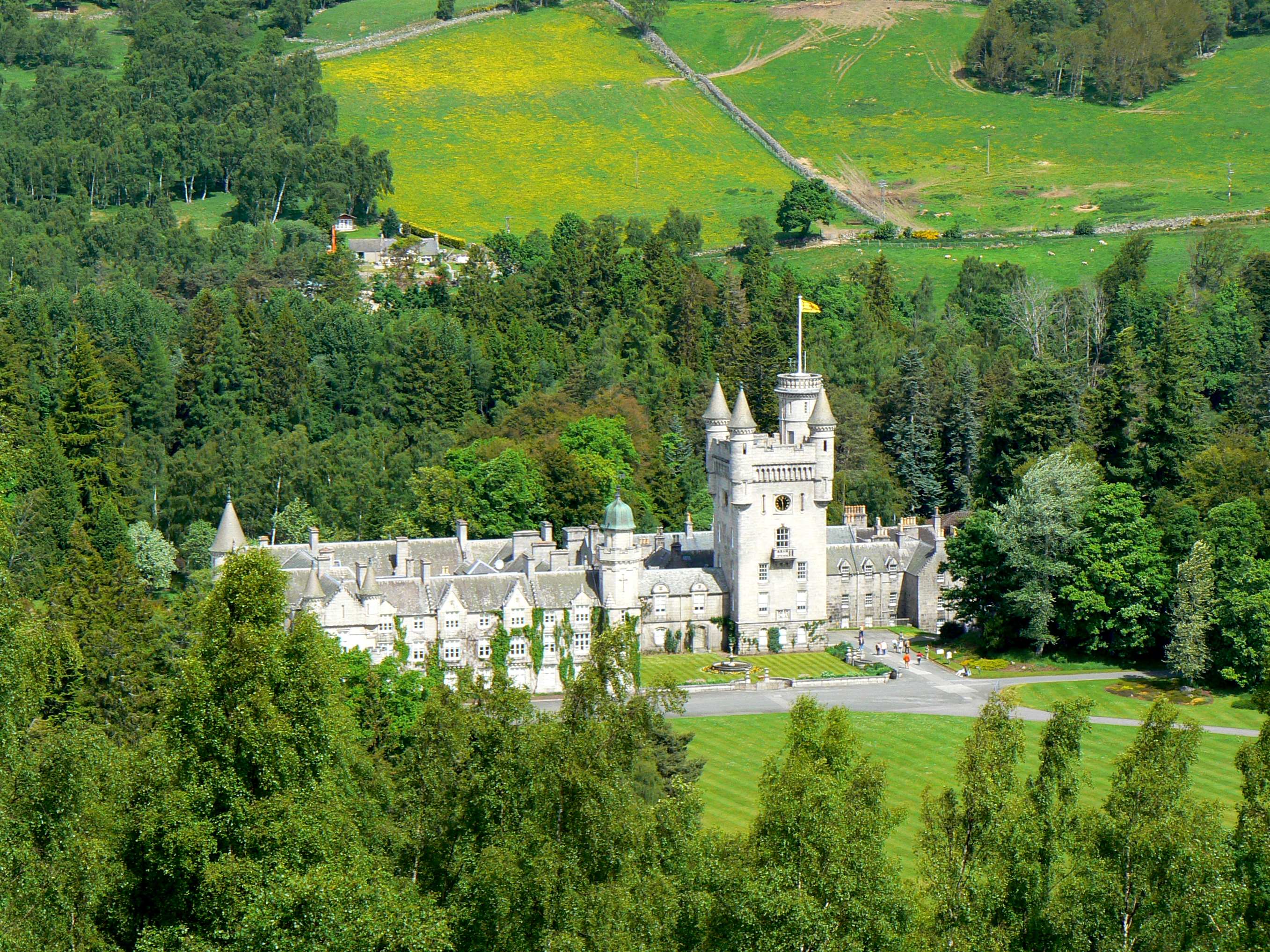
Balmoral Castle

Ook de Britse koninklijke familie ontwikkelde een band met de Highlands, die in het verleden juist als een barbaars en achtergebleven gebied waren beschouwd. In 1822 bracht koning George IV een bezoek aan Edinburgh, gekleed in de Schotse nationale dracht. Het landgoed Balmoral kwam in 1848 in het bezit van koningin Victoria . Ook veel Engelsen en uit het laagland afkomstige Schotten kochten landgoederen in de hooglanden om te jagen. Veel terreinen werden bestempeld als deer forest (hertengebied). 

Vanaf het midden van de negentiende eeuw organiseerde Thomas Cook toeristische reizen naar de Schotse Hooglanden. Ook spoorwegmaatschappijen speelden in op de vraag naar toeristische trips. In 1863 werd Inverness per trein bereikbaar, Oban in 1880.
Onder invloed van een religieuze heropleving aan het begin van de negentiende eeuw kwam het in 1843 tot de zogenaamde "disruption", een scheuring in de Schotse Kerk. Dit geldt als de meest dramatische gebeurtenis van de negentiende eeuw. De moderator (voorzitter van de algemene vergadering van de Kerk van Schotland) David Welsh onderbrak op 18 mei 1843 de kerkvergadering in St Andrews Cathedral om een verklaring voor te lezen, waarna hij samen met Thomas Chalmers, de leider van de evangelische beweging, de kerk verliet. Velen volgden hen. Ruim een derde van de 1200 predikanten van de officiële kerk sloot zich aan bij de vervolgens opgerichte Free Protesting Church of Scotland. Aanleiding was zowel de religieuze heropleving als verzet tegen het patronaatsrecht. Veel gemeenten wilden voortaan zelfstandig hun eigen predikanten kunnen kiezen. De nieuwe gezindte meende de beginselen van de Schotse Kerk trouw te blijven.

### Twintigste eeuw

Soldaten marcheren achter hun doedelzakspeler tijdens de Tweede Wereldoorlog.

Toen in augustus 1914 de Eerste Wereldoorlog uitbrak, werd Schotland overspoeld door een golf van patriottische gevoelens. Veel mannen namen vrijwillig dienst in het leger. Slechts een enkeling, voornamelijk socialisten, verklaarde zich openlijk tegenstander van de oorlog. Vrijwel alle religieuze gezindten moedigden de oorlogsinspanningen aan. Sommige predikanten vergeleken zelfs het overrompelde België met Christus. Met name de rooms-katholieke aartsbisschop van Glasgow, John Maguire, ontpopte zich als een gedreven ronselaar van soldaten. Velen hoopten dat de oorlog de bestaande maatschappelijke spanningen zou helpen overbruggen.
De jaren dertig waren een periode van crisis met massale werkloosheid. Deze was in Schotland nog aanzienlijk hoger dan in de rest van het Verenigd Koninkrijk. 

Ook in de jaren na de Tweede Wereldoorlog was de werkloosheid hoog. Berucht is de koude winter van 1945/46. Deze ging vergezeld van voedselschaarste en het herhaald uitvallen van de elektriciteit. Bij de verkiezingen in 1945 had de Labour Party een grote overwinning geboekt. In Schotland behaalde de partij ongeveer de helft van de stemmen en daarmee 37 zetels in het Lagerhuis. De meeste van hen onderhielden nauwe banden met de vakbonden. Nadien was ook Labour over het algemeen gekant tegen het streven van nationalistische Schotten naar meer autonomie. Aanzetten daartoe werden in de kiem gesmoord.
In 1999, bijna 300 jaar nadat het Schotse parlement was afgeschaft, besloten de Schotten om een nieuw parlement op te richten onder de voorwaarden die waren vastgelegd door de regering van het Verenigd Koninkrijk via de Scotland Act 1998. Het Schots Parlement heeft de bevoegdheid om lokale aangelegenheden te regelen en gelimiteerde mogelijkheid om belastingen te heffen.

### 21ste eeuw

#### Opnieuw streven naar onafhankelijkheid
In 2014 probeerde Alex Salmond de Schotten te bewegen zich af te scheiden, maar in het door de Scottish National Party georganiseerde referendum over de onafhankelijkheid van Schotland werd onafhankelijkheid door de Schotten afgewezen. Na het referendum over het EU-lidmaatschap van het Verenigd Koninkrijk in juni 2016 lijkt de publieke opinie echter omgeslagen. De Schotse kiezers hebben zich in meerderheid uitgesproken tegen een brexit. De Schotse Eerste Minister Nicola Sturgeon ziet hierin kansen voor een nieuw referendum om een onafhankelijk Schotland binnen de Europese Unie te houden.

## Geraadpleegde bronnen
- Houston, Rab (2008): Scotland. A Very Short Introduction, Oxford University Press, Oxford enz.
- Lynch, Michael (2004): Scotland. A New History, PIMLICO, London enz..
- Stevenson, David (2003): The Scottish Revolution 1637-1644: The Triumph of the Covenanters, John Donald